# Nándor Németh
Nándor Németh (* 19. November 1999 in Siófok) ist ein ungarischer Schwimmer. Bei Weltmeisterschaften erschwamm er zwei Bronzemedaillen auf der 50-Meter-Bahn. Bei Europameisterschaften gewann er auf der Langbahn einmal Gold und dreimal Silber.

## Karriere
Nándor Németh schwamm als Jugendlicher für den Egri Úszó Klub, 2019 wechselte er in die Hauptstadt zu Budapesti VSC. Er gewann zahlreiche ungarische Meistertitel über 100 Meter Freistil und mit Staffeln.

### Die Jahre bis zur ersten Olympiateilnahme 2021
Németh gewann 2016 seine erste internationale Medaille, als er mit der 4-mal-100-Meter-Mixed-Lagenstaffel Zweiter bei den Junioreneuropameisterschaften wurde. 2017 siegte er bei den Junioreneuropameisterschaften über 100 Meter Freistil und wurde Zweiter über 200 Meter Freistil. In den Staffelwettbewerben erschwamm er zwei weitere Goldmedaillen und eine Silbermedaille. Bei den Weltmeisterschaften in Budapest wurde die 4-mal-100-Meter-Freistilstaffel mit Dominik Kozma, Nándor Németh, Péter Holoda und Richárd Bohus Dritte hinter dem US-Quartett und den Brasilianern. Mit der 4-mal-200-Meter-Freistilstaffel schied Németh mit der zehntbesten Vorlaufzeit aus. Einen Monat später bei den Juniorenweltmeisterschaften in Indianapolis wurde Németh sowohl über 100 Meter Freistil als auch über 200 Meter Freistil Zweiter. Die ungarische 4-mal-200-Meter-Freistilstaffel mit Németh sowie Richárd Márton, Kristóf Milák und Balázs Holló siegte mit einer Hundertstelsekunde Vorsprung vor der Staffel aus den Vereinigten Staaten. Ende des Jahres nahm Németh an den Kurzbahneuropameisterschaften in Kopenhagen teil und belegte den achten Platz über 100 Meter Freistil.
2018 bei den Europameisterschaften in Glasgow wurde die 4-mal-100-Meter-Freistilstaffel mit Nándor Németh, Dominik Kozma, Péter Holoda und Richárd Bohus Vierte mit 0,31 Sekunden Rückstand auf die drittplatzierten Polen und 0,01 Sekunden Vorsprung vor den fünftplatzierten Griechen. Über 100 Meter Freistil erreichte Németh den sechsten Platz. Die 4-mal-100-Meter-Lagenstaffel mit Bohus, Dávid Horváth, Milák und Németh schlug als Fünfte an. Milák und Németh belegten zusammen mit Katinka Hosszú und Zsuzsanna Jakabos den vierten Platz und der 4-mal-200-Meter-Mixed-Freistilstaffel. Schließlich wurde die 4-mal-100-Meter-Mixed-Freistilstaffel mit Nemeth, Kozma, Jakabos und Evelyn Verrasztó Sechste. Bei den Weltmeisterschaften 2019 in Gwangju erreichte Németh zweimal den Endlauf. Die 4-mal-100-Meter-Freistilstaffel mit Kozma, Milák, Holoda und Németh wurde Siebte. Über 100 Meter Freistil wurde Németh Sechster und war damit zweitbester Europäer. Im Dezember 2019 bei den Kurzbahneuropameisterschaften in Glasgow verpasste Németh als Halbfinalneunter über 100 Meter Freistil den Finaleinzug um 0,09 Sekunden.
Wegen der COVID-19-Pandemie wurden die meisten für 2020 geplanten Wettbewerbe auf 2021 verschoben. Bei den Europameisterschaften 2021 in Budapest belegte die 4-mal-100-Meter-Freistilstaffel mit Németh, Szebasztián Szabó, Bohus und Milák den vierten Platz mit 0,63 Sekunden Rückstand auf die Bronzemedaille. Auch über 100 Meter Freistil wurde Németh Vierter, hier fehlte ihm eine Zehntelsekunde zur Bronzemedaille. Mit den anderen beiden Männer-Staffeln schied er jeweils als Zehnter im Vorlauf aus. Die 4-mal-100-Meter-Mixed-Freistilstaffel mit Nándor Németh, Richárd Bohus, Petra Senánszky und Fanni Gyurinovics wurde Fünfte. Zwei Monate später bei den ebenfalls aus 2020 verschobenen Olympischen Spielen in Tokio schied Németh über 200 Meter Freistil als 15. im Halbfinale aus. Die 4-mal-100-Meter-Freistilstaffel mit Milák, Szabó, Bohus und Németh schwamm die sechstschnellste Vorlaufzeit und steigerte sich im Endlauf auf den fünften Rang. Über 100 Meter Freistil schließlich erreichte Németh mit neuem Landesrekord von 47,81 Sekunden das Finale. Dort konnte er sich nicht mehr steigern und wurde Achter.

### Die Jahre bis zur zweiten Olympiateilnahme 2024
Im Juni 2022 bei den Weltmeisterschaften in Budapest belegte die 4-mal-100-Meter-Freistilstaffel mit Németh, Szabo, Bohus und Milák den fünften Platz. Über 100 Meter Freistil wurde Németh Sechster. Die 4-mal-200-Meter-Freistilstaffel mit Márton, Németh, Holló und Milák schlug als Fünfte an. Im August bei den Europameisterschaften in Rom wurde zuerst die 4-mal-200-Meter-Freistilstaffel ausgetragen. Im Vorlauf waren Márton, Dániel Mészáros, Holló und Németh die sechstschnellste Zeit geschwommen. Im Finale schwammen Németh, Márton, Holló und Milák über zehn Sekunden eher ans Ziel als die Vorlaufstaffel und gewannen Gold mit 0,87 Sekunden Vorsprung vor den zweitplatzierten Italienern. Fünf Jahre nach ihrem Sieg bei den Juniorenweltmeisterschaften wurden die vier Ungarn zusammen Europameister. Bei seinem ersten Einzelstart in Rom wurde Németh Fünfter über 100 Meter Freistil. Über 200 Meter Freistil fehlten ihm als Halbfinalneuntem 0,04 Sekunden zum Finale. In der 4-mal-100-Meter-Freistilstaffel siegten die Italiener mit fast zwei Sekunden Vorsprung vor Németh, Szabo, Mészáros und Milák. Zum Abschluss der Wettbewerbe wurde Németh Siebter mit der 4-mal-100-Meter-Mixed-Freistilstaffel.
2023 bei den Weltmeisterschaften in Fukuoka schied Németh dreimal im Vorlauf aus. Nur über 100 Meter Freistil erreichte er den Endlauf und wurde Achter. Ende des Jahres bei den Kurzbahneuropameisterschaften in Otopeni wurde Németh Sechster über 200 Meter Freistil und Fünfter über 100 Meter Freistil. Im Februar 2024 bei den Weltmeisterschaften in Doha belegte die 4-mal-100-Meter-Freistilstaffel mit Nándor Németh, Szebasztián Szabó, Dániel Mészáros und Ádám Jászó den fünften Platz. Über 200 Meter Freistil schied Németh im Vorlauf aus. Über 100 Meter Freistil siegte der Chinese Pan Zhanle mit 0,19 Sekunden Vorsprung vor dem Italiener Alessandro Miressi. 0,06 Sekunden hinter Miressi schlug Németh als Dritter an und lag 0,04 Sekunden vor dem viertplatzierten Briten Matthew Richards. Vier Monate später bei den Europameisterschaften in Belgrad gewann die 4-mal-200-Meter-Freistilstaffel mit Németh, Holló, Márton und Hubert Kós Silber hinter der litauischen Staffel, wobei im Vorlauf Attila Kovács und Boldizsár Magda eingesetzt worden waren. Németh trat außerdem in Belgrad nur über 100 Meter Freistil an und wurde in 47,49 Sekunden Zweiter hinter dem Rumänen David Popovici. Einen Monat nach den Europameisterschaften fanden die Olympischen Spiele in Paris statt. Die 4-mal-100-Meter-Freistilstaffel mit Nándor Németh, Szebasztián Szabó, Ádám Jászo und Hubert Kós belegte den achten Platz. Über 100 Meter Freistil schwamm Németh die viertschnellste Vorlaufzeit und die drittbeste Halbfinalzeit. Im Endlauf wurde er Vierter mit zwei Hundertstelsekunden Rückstand auf den Zweitplatzierten.